# Прави гусар
„Прави гусар” је југословенски и словеначки авантуристички филм из 1987. године. Режирао га је Антон Томашич а сценарио је написао Марцел Бух.

## Улоге
| Глумац          | Улога                     |
| --------------- | ------------------------- |
| Јанез Албрехт   | Писатељ                   |
| Иво Бан         | Први зидар / Први војак   |
| Рок Богатај     | Мик                       |
| Маријана Брецељ | Петрова мати              |
| Славко Церјак   | Флорестано / Борис        |
| Рената Филац    | Тајница                   |
| Марјан Хластец  | Петров отац               |
| Јанез Хочевар   | Други зидар / Други војак |
| Бране Иванц     | Критик                    |
| Изток Јереб     | Милицник                  |
| Весна Јевникар  | Сузана / Мојца            |
| Роман Кончар    | Организатор               |
| Мајда Короса    | Весна / Снегуљцица        |
| Марко Миклавич  | Петер                     |

Остале улоге ▼
| Глумац        | Улога           |
| ------------- | --------------- |
| Марко Окорн   |                 |
| Горазд Перко  |                 |
| Јожеф Ропоса  | Асистент        |
| Јуриј Соучек  | Гувернер / Тони |
| Сречо Шпик    | Први палцек     |
| Божо Спрајц   |                 |
| Јанез Старина | Милицник        |
| Изток Тори    | Режисер         |
| Даре Валич    | Духовник        |
| Полона Ветрих | Рецепторка      |
| Јоже Вунсек   |                 |
| Јудита Зидар  | Натакарица      |